# Peter "el Negro"
Peter «el negro» es uno de los 56 relatos cortos sobre Sherlock Holmes escrito por Arthur Conan Doyle. Fue publicado originalmente en The Strand Magazine y posteriormente recogido en la colección El regreso de Sherlock Holmes.

## Argumento
Al principio del relato, Watson dice: "Yo no conocí jamás a mi amigo en mejor forma, tanto mental como física, que en el año 1895." En ese año Holmes  había resuelto dos casos, aparte del que ocupa el relato. Por un lado, Su Santidad el Papa había solicitado los servicios de Sherlock Holmes para investigar la muerte súbita del cardenal Tosca. Con su habitual discreción y rapidez, el detective había logrado desentrañar el complicado caso, igual que haría con el de Wilson, un conocido amaestrador de canarios.
En julio de ese mismo año, es el inspector Hopkins de Scotland Yard quien requiere los servicios de Holmes para descubrir al autor del violento asesinato del capitán Peter Carey, conocido como "Negro" Peter, un antiguo cazador de focas que vivía retirado en Woodman's Lee, cerca de Forest Row. Borracho impenitente y tremendamente violento, había aparecido clavado en la pared de su cabaña con su propio arpón de pesca.
Una vez en casa de Carey, Hopkins detiene al joven John Hopley Neligan como presunto autor del crimen. Pero la profesionalidad de Holmes, que le incita a no desdeñar ninguna pista, le permitirá descubrir al auténtico autor del asesinato del vil Peter Carey. Una vez más, sorprende al lector la capacidad para el disfraz de Sherlock Holmes. En este caso se transforma en el "capitán Basil", un rudo marino que prepara una expedición al Ártico.

## Análisis
Conan Doyle  escribió estos relatos con notable ligereza, sin reparar en el rigor cronológico necesario en este tipo de publicaciones, debido probablemente a que nunca había creído que algún día sus lectores leerían con fruición y rigor cada uno de los detalles que prodigaba sin preocuparse de la cronología. En La aventura del "Negro" Peter, cuya acción transcurre en 1895, Watson hace mención a la recompensa entregada a Holmes por el duque de Holdernesse en La escuela de Priory, en la que Holmes cita al duque como "Lord Teniente de Hallamshire desde 1900", lo que sitúa la acción en 1901. Es decir, Watson menciona como ya recibida una recompensa que Holmes recibirá seis años después. En El Inicio Del sabueso de los Baskerville, al inicio, se hace una breve mención del caso: " Sí había oído del caso, pero no me interesé por estar ayudando a Su Santidad el Papa".

## Curiosidades
En el relato, se mencionan los nombres Hopkins y Allardyce. Extrañamente, James Hopkins, era el nombre del protagonista y narrador de la novela de aventuras de Robert Luis Stevenson, "La isla del tesoro". Y Allardyce, era el apellido de uno de los miembros de la tripulación pirata del capitán J. Flint. Al parecer, el esqueleto hallado en la isla por Silver, los piratas, y Hopkins, era el del mismo Alardyce, dejado allí por Ben Gunn. 